# 奧加拉拉 (內布拉斯加州)
奧加拉拉（英語：Ogallala）是一個位於美國內布拉斯加州基斯縣的城市。根據2010年美國人口普查，該地共人口4737人，而該地的面積約為13.00平方千米。同時該地也是基斯縣的縣治。

## 地理
奧加拉拉的座標為41°07′44″N 101°43′10″W / 41.12889°N 101.71944°W，而該地的平均海拔高度為982米（即3222英尺）。